# Episodi di Il commissario Köster (tredicesima stagione)
La tredicesima stagione della serie televisiva Il commissario Köster è stata trasmessa in prima visione negli Germania da ZDF dal 20 gennaio 1989.
| n. | Titolo originale         | Titolo italiano              | Prima TV Germania | Prima TV Italia |
| -- | ------------------------ | ---------------------------- | ----------------- | --------------- |
| 1  | Der lange Atem           | La lunga attesa              | 20 gennaio 1989   |                 |
| 2  | Betriebsunfall           | L'integerrimo signor Haffner | 3 marzo 1989      |                 |
| 3  | Das Spiel ist aus        | Il gioco è finito            | 25 aprile 1989    |                 |
| 4  | Der Schuß                | Il falso alibi               | 26 maggio 1989    |                 |
| 5  | Bahnhofsbaby             | Il bambino della stazione    | 23 luglio 1989    |                 |
| 6  | Ausgestiegen             | Due donne, un uomo           | 15 settembre 1989 |                 |
| 7  | Doppelmord               | Doppio omicidio              | 13 ottobre 1989   |                 |
| 8  | Der Augenblick der Rache | Il momento della vendetta    | 27 ottobre 1989   |                 |
| 9  | Klassentreffen           | La riunione                  | 24 novembre 1989  |                 |
| 10 | Ein Tag der Angst        | Un giorno di paura           | 22 dicembre 1989  |                 |

## La lunga attesa
- Titolo originale: Der lange Atem
- Diretto da: Günter Gräwert
- Scritto da: Volker Vogeler
- Interpreti: Rolf Schimpf - Leo Kress, Michael Ande - Gerd Heymann, Charles M. Huber - Henry Johnson, Markus Böttcher - Werner Riedmann, Roswitha Schreiner - Monika Bunkert, Manfred Lehmann - Manfred Bunkert, Till Topf - Peter Wallner, Irene Clarin - Ellen Brand, Balduin Baas - Seiffert, Gert Burkard - Dr. Werner, Enzi Fuchs - Frau Silvin, Ulf Söhmisch - medico legale, Gernot Duda, Heini Göbel - Herr Weigelt, Wulf Kessler, Frank Röth

### Trama
Manfred Bunkert una notte riceve una telefonata e lascia la moglie e un'amica per recarsi nel bar che gestisce. Verrà ucciso da una pistola con silenziatore. Verranno trovati dei soldi falsi nel suo locale, occultati.

### Colonna sonora
- Yello, Tied Up, The Race, Blazing Saddles, Of Course I'm Lying

## L'integerrimo signor Haffner
- Titolo originale: Betriebesunfall
- Diretto da: Günter Gräwert
- Scritto da: Christa-Maria Bandmann
- Interpreti: Rolf Schimpf - Leo Kress, Michael Ande - Gerd Heymann, Charles M. Huber - Henry Johnson, Markus Böttcher - Werner Riedmann, Volkert Kraeft - Frank Haffner, Eleonore Weisgerber - Isabella Haffner, Peter Ehrlich - Kurt Bellmann, Matthias Fuchs - Arnold Lippert, Will Danin - Salkowitz, Miroslav Nemec - Springer, Gernot Duda - Eder, Helmut Holzer - Frings, Uli Krohm - Pförtner Lampe, Ulf Söhmisch - medico legale, Edgar Walther - Zischler, Robert Naegele - Herr Deubel, Susanne Seuffert - Frau Salkowitz, Eleonore Melzer - Elisabeth Ballmann

### Trama
Un incidente in una azienda di trattamento rifiuti speciali porta un dipendente a ricattare il titolare.

## Il gioco è finito
- Titolo originale: Das Spiel ist aus
- Diretto da: Theodor Grädler
- Scritto da: Volker Vogeler
- Interpreti: Rolf Schimpf - Leo Kress, Michael Ande - Gerd Heymann, Charles M. Huber - Henry Johnson, Markus Böttcher - Werner Riedmann, Günter Mack - Franz Gehrke, Thomas Piper - Peter Binder, Karl Heinz Vosgerau - Rolf Horstmann, Constanze Engelbrecht - Valentina Horstmann, Amadeus August - Torsten Horstmann, Rolf Becker - Dr. Herford, Thekla Carola Wied - Frau Delius, Hans-Maria Darnov - Werner, Ulf Söhmisch - medico legale, Peter Bertram, Ahmed Bouymin, Ellen Frank, Alexander Gittinger, Heini Göbel - parcheggiatore, Peter von Strombeck - Bogdan Koslov

### Trama
Un gioielliere porta dei valori con un cliente. Nel parcheggiare l'auto in un parcheggio sotterraneo vengono bloccati da rapinatori mascherati.

### Colonna sonora
- Thomas Forstner, Song Of Love

## Il falso alibi
- Titolo originale: Der Schuss
- Diretto da: Günter Gräwert
- Scritto da: Volker Vogeler
- Interpreti: Rolf Schimpf - Leo Kress, Michael Ande - Gerd Heymann, Charles M. Huber - Henry Johnson, Markus Böttcher - Werner Riedmann, Edgar Selge - Bernd Wolf, Manfred Zapatka - Thomas Bartel, Christoph Mainusch - Karsten Templin, Michaela May - Britta Wolf, Manfred Spies - Franz Mühlweg, Edwin Marian - Werner Kögel, Ulf Söhmisch - medico legale, Christian Berkel - Harry Westphal, Rolf Castell - poliziotto, Erich Hallhuber - Peter Hubmann, Eva Röder - Call-Girl, Udo Thomer - poliziotto, Carin C. Tietze - amica di Westphal

### Trama
Un giovane ladro ruba assieme all'amico Harry. Un giorno decide di lavorare da solo. Ruba un'auto in un parcheggio e trova una pistola.

### Colonna sonora
- Smoke, Young Hearts

## Il bambino della stazione
- Titolo originale: Bahnhofsbaby
- Diretto da: Günter Gräwert
- Scritto da: Volker Vogeler
- Interpreti: Rolf Schimpf - Leo Kress, Michael Ande - Gerd Heymann, Charles M. Huber - Henry Johnson, Markus Böttcher - Werner Riedmann, Thomas Kretschmann - Karsten Winterberg, Sonja Sutter - Carola Wendisch, Lisa Kreuzer - Helga Dorsch, Helmut Zierl - Kilian, Peter Aust - Dr. Franker, Daniel Muck - Manfred, Jutta Kammann - Frau Winterberg, Robert Naegele - Friedrich Winterberg, Inge Rassaerts - Massagebedienstete, Sepp Schauer - Massagebediensteter, Léonie Thelen - Massagebedienstete, Rudolf Wessely - Studienrat Kern

### Trama
Una donna da a un bambino di 11 anni una lettera da consegnare: da dare a Karsten Winterberg studente. Il professore di matematica durante la lezione da la lattera llao studente che inizia a leggere, e poi scappa dall'aula.

## Due donne, un uomo
- Titolo originale: Ausgestienen
- Diretto da: Günter Gräwert
- Scritto da: Volker Vogeler
- Interpreti: Rolf Schimpf - Leo Kress, Michael Ande - Gerd Heymann, Charles M. Huber - Henry Johnson, Markus Böttcher - Werner Riedmann, Evelyn Hamann - Lisa Fabian, Rosel Zech - Jutta Sander, Dietrich Mattausch - Paul Sander, Balduin Baas - Jacob Heller, Peter Bertram, Vincenzo Benestante, Fabio Sarno, Dominique Chatelet, Gaby Herbst - Schuhverkäuferin, Ricci Hohlt - Zickige Kundin, Sabrina Lorenz, Toni Netzle - Buffettdame, Daisy Karam, Werner Asam - Tankwart

### Trama
Paul Sander è proprietario di un negozio di scarpe e ha una relazione con la direttrice del negozio Lisa Fabian. Paul vive con la moglie Jutta ma separati. Un giorno dei fornitori di scarpe italiani raggiungono il negozio e passano la notte assieme a Paul. Il giorno dopo lo trovano morto apparentemente suicida in garage.

## Doppio omicidio
- Titolo originale: Doppelmord
- Diretto da: Zbynek Brynych
- Scritto da: Volker Vogeler
- Interpreti: Rolf Schimpf - Leo Kress, Michael Ande - Gerd Heymann, Charles M. Huber - Henry Johnson, Markus Böttcher - Werner Riedmann, Evelyn Opela - Helga Sikorski, Gerd Böckmann - Claus Sikorski, Jürgen Heinrich - Detlef Bugdan, Jutta Kammann - Frau Weinert, Hannes Kaetner - Burmeister, Peter Bertram - Kellner, Henry van Lyck - Rezeptionist, Ulf Söhmisch - medico legale, Jeannine Burch - Verena Bugdan, Monika Greving - Ballhaus, Ingeborg Lapsien - Bugdans Mutter, Franz Mosthav, Wulf Schmid Noerr, Inge Schulz

### Trama
Il Dr. Claus Sikorski e moglie Helga hanno uno studio medico insieme. Claus ha amanti e spende soldi con le donne. Helga Sikorski sospetta il tradimento del marito e ingaggia l'investigatore privato Detlef Bugdan. Scopriranno una scomoda verità per entrambi.